# Ivan Obradović
Ivan Obradović (srbsko Иван Обрадовић), srbski nogometaš, * 25. julij 1988, Obrenovac, Jugoslavija.
Obradović je v svoji karieri igral za Partizan, Teleoptik, Real Zaragozo, Mechelen, Anderlecht in Legio Warsaw. Med letoma 2008 in 2018 je odigral 27 tekem za srbsko reprezentanco in dosegel en gol.

## Klubska kariera
Obradović je izdelek Partizanovega mladinskega pogona. Po koncu mladinske kariere še ni dobil mesta v članskih vrstah Partizana, zato je za eno sezono odšel k Teleoptiku. Za Partizan je debitiral 22. aprila 2007 proti Vojvodini, tedaj pod vodstvom trenerja Miroslava Đukića. Do konca sezone 2006/07 je nato zbral še 4 nastope v srbski SuperLigi. Svojo prvo profesionalno pogodbo s Partizanom je podpisal 7. junija 2007.
V svoji prvi polni sezoni pri Partizanu, sezoni 2007/08, je v ligi zbral 19 nastopov. S Partizanom je tudi osvojil svojo prvo zvezdico in temu dodal še zmago v Srbskem pokalu. V zimskem prestopnem roku 2010 je prestopil v Španijo k Zaragozi. Vsega skupaj je tako v Partizanovem dresu odigral 55 ligaških tekem in zabil 1 gol, proti Javorju Ivanjici.

## Reprezentančna kariera
Obradović je v članski izbrani vrsti Srbije debitiral 6. septembra 2008 v Beogradu, na kvalifikacijski tekmi za nastop na Svetovnem prvenstvu 2010 proti reprezentanci Ferskih otokov. Svoj prvi zadetek v dresu z državnim grbom je dosegel 15. oktobra 2008 proti Avstriji.

## Statistika

### Klubska statistika
Od 18. maja 2010.
| Klub             | Sezona           | Liga    | Liga | Pokal   | Pokal | Evropa  | Evropa | Skupaj  | Skupaj |
| Klub             | Sezona           | Nastopi | Goli | Nastopi | Goli  | Nastopi | Goli   | Nastopi | Goli   |
| ---------------- | ---------------- | ------- | ---- | ------- | ----- | ------- | ------ | ------- | ------ |
| Partizan         | 2006/07          | 5       | 0    | 0       | 0     | 0       | 0      | 5       | 0      |
| Partizan         | 2007/08          | 19      | 0    | 3       | 0     | 1       | 0      | 23      | 0      |
| Partizan         | 2008/09          | 29      | 0    | 4       | 0     | 9       | 0      | 42      | 0      |
| Partizan         | 2009/10          | 2       | 1    | 0       | 0     | 4       | 0      | 6       | 1      |
| Partizan         | Skupaj           | 55      | 1    | 7       | 0     | 14      | 0      | 76      | 1      |
| Zaragoza         | 2009/10          | 9       | 0    | 0       | 0     | 0       | 0      | 9       | 0      |
| Zaragoza         | Skupaj           | 9       | 0    | 0       | 0     | 0       | 0      | 9       | 0      |
| Skupaj v karieri | Skupaj v karieri | 64      | 1    | 7       | 0     | 14      | 0      | 85      | 1      |

### Reprezentančni zadetki
| # | Datum            | Prizorišče      | Nasprotnik | Zadel za | Končni izid | Tekmovanje                          |
| - | ---------------- | --------------- | ---------- | -------- | ----------- | ----------------------------------- |
| 1 | 15. oktober 2008 | Dunaj, Avstrija | Avstrija   | 3–0      | 3–1         | Kvalifikacije za Svetovno prvenstvo |

## Dosežki
- Partizan

- Srbska SuperLiga:

- 1. mesto: 2007/08, 2008/09

- Srbski pokal:

- Zmagovalci: 2008, 2009